# ATP Gijón

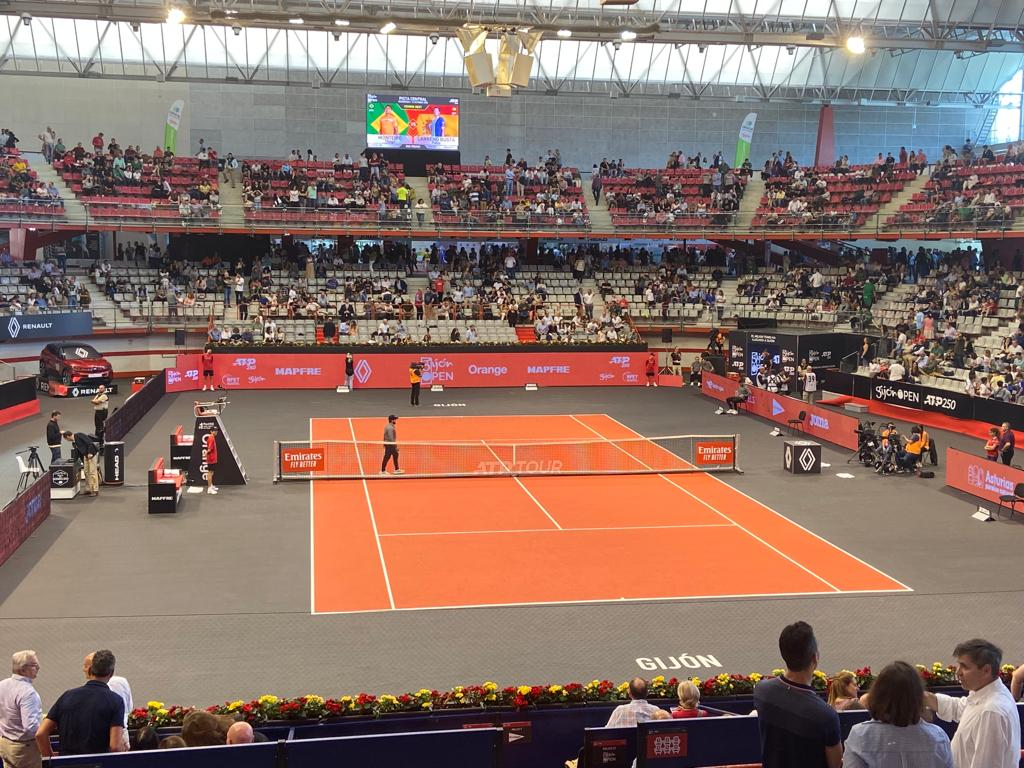
Der Center Court während des Turniers 2022.

Das ATP-Turnier von Gijón (offiziell Watergen Gijon Open) ist ein Herren-Tennisturnier der ATP Tour, das seit 2022 im spanischen Gijón in der Halle auf Hartplatz ausgetragen wird.

## Geschichte
Infolge der COVID-19-Pandemie mussten viele Turniere im ATP-Kalender 2022 abgesagt bzw. verschoben werden. Daraufhin wurde unter anderem dieses Turnier mit einer Ein-Jahres-Lizenz in Vorbereitung auf die Nitto ATP Finals 2022 neu in den Turnierbetrieb aufgenommen. Das Turnier gehört zur Kategorie ATP Tour 250 mit 28 Spielern im Einzel sowie 16 Paarungen im Doppel, wobei die vier am höchsten notierten Spieler im Einzel ein Freilos in der ersten Runde bekommen.
Mit dem Sponsor Watergen und in Zusammenarbeit mit dem spanischen Tennisverband sollte das Turnier nach einem Jahr Pause 2024 in den Kalender zurückkehren, wurde aber kurzfristig nach Belgrad verschoben. Austragungsort der ersten Ausgabe war der Palacio de Deportes de Gijón.

## Siegerliste

### Einzel
| Jahr | Sieger           | Finalgegner      | Finalergebnis        |
| ---- | ---------------- | ---------------- | -------------------- |
| 2024 |                  |                  | kurzfristig abgesagt |
| 2023 | keine Austragung | keine Austragung | keine Austragung     |
| 2022 | Andrei Rubljow   | Sebastian Korda  | 6:2, 6:3             |

### Doppel
| Jahr | Sieger                         | Finalgegner                       | Finalergebnis        |
| ---- | ------------------------------ | --------------------------------- | -------------------- |
| 2024 |                                |                                   | kurzfristig abgesagt |
| 2023 | keine Austragung               | keine Austragung                  | keine Austragung     |
| 2022 | Máximo González Andrés Molteni | Nathaniel Lammons Jackson Withrow | 6:76, 7:64, [10:5]   |